# Johannes Laurentii Brask
Johannes Laurentii Brask, född 1588 i Västerviks församling, Kalmar län, död april 1656 i Veta församling, Östergötlands län, var en svensk präst.

## Biografi
Johannes Brask föddes 1588 i Västerviks församling. Han var son till kyrkoherden Laurentius Laurentii Brask. Brask blev 1609 student vid Uppsala universitet och prästvigdes 6 juli 1622. Han blev 1622 komminister i S:t Laurentii församling och 1629 kyrkoherde i Veta församling. Den 8 juli 1647 blev han kontraktsprost i Vifolka kontrakt. Brask avled 1656 i Veta församling.

## Familj
Brask gifte sig 1624 med Karin Prytz. Hon var dotter till kyrkoherden Johannes Prytz i Söderköping. De fick tillsammans barnen Brita Brask (1626–1703) som vari gift med kyrkoherden Ericus Rymonius i Vikingstads församling, kyrkoherden Laurentius Prytz (1627–1692) i Jakobstads församling, Finland, studenten Johan Brask i Linköping, studenten Petrus Brask i Linköping och Elisabet Brask som var gift med stadsnotarien Peer Kallerman i Norrköping.